# Jacob Buksti
Jacob Anthonius Buksti (født 7. april 1947, død 27. september 2016) var en socialdemokratisk trafikminister.
Han blev født i Udbyneder Sogn, Århus Stift som søn af Emil Holm Buksti og Dagmar Henriette Buksti.
I 1966 færdiggjorde han en matematisk-fysisk studentereksamen fra Horsens Statsskole. Han blev cand.mag. i samfundsfag og historie fra Aarhus Universitet i 1972.
Efter endt uddannelse blev han lektor i statskundskab på Aarhus Universitet frem til 1986. Sideløbende underviste han på Forsvarsakademiet 1982-1993. Han var fra 1987 ekstern lektor i statskundskab på Københavns Universitet og på Aarhus Universitet fra 1993 til 1994. Desuden var han politisk-økonomisk konsulent i Dansk Magisterforening 1993-1995.
Han har foretaget nogle studierejser i USA og Storbritannien i 1991.
Et vendepunkt i Jacob Bukstis politiske karriere kom i 2003, fordi det kom frem i pressen, at han var blevet stoppet af politiet for at køre 173 km/t på en motorvej, hvor man måtte køre højst 110 km/t. Jacob Buksti var på daværende tidspunkt næstformand for Folketingets Færdselssikkerhedskommision, og han havde tidligere selv advaret meget kraftigt mod fartoverskridelser. Sagen medførte, at han i pressen blev omtalt som dobbeltmoralsk, og ved det efterfølgende folketingsvalg i 2005 fik han ikke nok stemmer til at komme ind i Folketinget. Har desuden skrevet “Ånden fra Finderup”, om det socialdemokratiske formandsopgør i 1992. 

## Politik
Formand for Socialdemokratiet i Åbyhøj 1981-86. Næstformand for Socialdemokratiet i Århus Vest-kredsen 1979-87. Medlem af Socialdemokratiets uddannelses- og forskningsudvalg 1977-80 og af partiets europaudvalg 1985-86. Næstformand for Folketingets Skatteudvalg fra 1994, medlem af Folketingets Europaudvalg fra 1994 og formand fra 1998. Formand for Folketingets Erhvervsudvalg nov. 1996-jan. 1997. Medlem af Statens Ligningsråd 1994-98 og af Nationalbankens Repræsentantskab fra 1998-2000. Politisk ordfører 1998-2000. Han var leder af Socialdemokratiets politisk-økonomiske afdeling 1986-1992. Han var midlertidigt medlem for Vestre Storkreds 15.-25. juni 1993 og 14.-28. april 1994. Derefter folketingsmedlem for Vestre Storkreds 21. september 1994-20. november 2001 og for Vestsjællands Amtskreds 20. november 2001-8. februar 2005. Han var trafikminister fra 23. februar 2000 til 27. november 2001. Partiets kandidat i Valbykredsen 1989-2001 og i Ringstedkredsen fra 2001.

## Kontroverser
Jacob Buksti trak sig 30. oktober 2003 som næstformand i regeringens Færdselssikkerhedskommision efter at han lørdag den 25. oktober 2003 blev stoppet af politiet for at køre 173 km/t (hvor der var en maksimumshastighed på 110) på en motorvej nær Ringsted. Lovovertrædelsen kostede ham en bøde på 2500 kr.
Inden politiet fangede Jacob Buksti havde han flere gange tordnet imod fartsyndere og skrev bl.a. på sin hjemmeside:
- "Problemet med færdselssikkerhed er paradoksalt nok, at det er noget alle - i hvert fald på det retoriske plan - er for. Men hykleriet og dobbeltmoralen kender tilsyneladende ingen grænser på dette område."[2]
- "Og til dem, der forsøger at bagatellisere selv en lille overtrædelse af hastighedsgrænserne, vil jeg stille spørgsmålet, om det er ensbetydende med, at en lille overtrædelse af promillegrænsen heller ikke betyder noget?"

Derudover kom det frem i pressen, at Jacob Buksti havde forsøgt at hemmeligholde, at han havde fået fartbøden.
Færdselslovovertrædelsen var medvirkende til at han ved valget den 8. februar 2005 ikke opnåede genvalg til Folketinget.

## Bøger og andet
Han har skrevet bøger og tidsskriftartikler om interesseorganisationer og om arbejdsmarkeds-, landbrugs-, EF- og økonomisk politik. Udvalgte titler fremgår herunder.
- Et enigt landbrug?, 1974
- Organisationer under forandring, 1980
- Organisationernes folk, 1984.

Herudover oversat forskellige tekster
- Tilfredshedens tyranni, 1993
- Det gode samfund, 1996
- Europa og folkene, 1997
- Det moderne Kina, 1998
- De socialdemokratiske partier i Europa – de nyliberale?, 2000.

Desuden har han holdt foredrag om organisationsforhold, bl.a. gennem Landbrugets Oplysnings- og Kursusvirksomhed og i en lang række faglige organisationer.